# Héctor Figueras
Héctor Fabián Aguilar Figueras (Maldonado, 16 de abril de 1984) é um ciclista uruguaio, que atualmente compete pela equipe Porongos de Flores.
Nos primeiros anos de sua carreira, competiu pela equipe Club Ciclista Amanecer, onde destacou-se como velocista, vencendo várias etapas em corridas como a Rutas de América, a Vuelta del Uruguay e a Volta Ciclística de São Paulo.
Em junho de 2007, foi a Portugal competir pela equipe Fercase - Rota dos Móveis, aonde permaneceu até meados de 2009. Logo voltou ao Brasil competir pela Funvic - Pindamonhangaba, equipe que defendeu até meados de 2012. Ao final desse ano, retornou ao seu país competir pela equipe amadora Porongos de Flores.

## Principais Resultados
2005
1º - GP Campagnolo
1º - Etapa 2 da Rutas de América
2º - Classificação Geral do Torneio de Verão
1º - Etapa 2
1º - Etapa 9 da Vuelta del Uruguay
2006
3º - Copa América de Ciclismo
1º - Etapas 4, 7 & 10 da Vuelta a Mendoza
1º - Etapa 2 da Rutas de América
1º  Classificação por pontos da Volta Ciclística de São Paulo
1º - Etapas 1, 4 & 5
3º - Etapa 2
1º - Etapas 6, 7 & 10 da Vuelta del Uruguay
1º - Meeting Internacional de Ciclismo
2007
1º - Etapa 1 do Torneio de Verão
1º - Etapa 6a da Vuelta del Uruguay
2008
1º - Prólogo da Volta a Trás-os-Montes e Alto Douro
1º - Circuito da Moita
2009
4º - GP São Paulo
2º - Classificação Geral da 500 Millas del Norte
1º - Etapas 1, 2, 3 & 4
2º - Etapa 6
3º - Copa Cidade Canção de Ciclismo
4º - GP de Ciclismo Cidade de Montes Claros
6º - Prova Ciclística 9 de Julho
1º - Classificação Geral da Volta Ciclística Gasol 50 anos
2º - Etapa 1
1º - Etapas 1 e 8 da Volta Ciclística de São Paulo
4º - Copa Promoson
2010
1º - Etapas 6 & 7a da Vuelta del Uruguay
5º - Prova Ciclística 9 de Julho
1º - Apertura Temporada del Uruguay
2º - Volta Ciclística do Grande ABCD
2º - Prova Ciclística Governador Dix-Sept Rosado
1º - Etapa 2 da Volta Ciclística de São Paulo
2011
1º - Etapa 7 do Tour de San Luis
1º - Etapa 2 da Vuelta Ciclista de Chile
1º  Classificação Geral do Torneio de Verão
1º - Etapa 2
2º - Etapas 1 & 3
1º - Etapa 6 da Rutas de América
1º - Etapa 1 da Vuelta del Litoral
1º - Volta Ciclística do Grande ABCD
4º - Prova Ciclística Governador Dix-Sept Rosado
1º - GP Gobierno de Flores
4º - Copa da República de Ciclismo
2012
5º - Campeonato Pan-Americano de Estrada
1º - Etapa 1 da Vuelta y Ruta de Mexico
1º - Etapa 3 da Vuelta del Uruguay
1º - Desafio de Ciclismo Padre José de Anchieta
2º - GP São Paulo Internacional de Ciclismo
2013
1º - Etapa 8 da Rutas de América
2º - Etapa 6 da Rutas de América
1º - Etapas 4, 6 e 8 da Vuelta del Uruguay
2º - Etapa 7 da Vuelta del Uruguay
2014
1º  Classificação Geral da Rutas de América
1º - Etapa 6
2º - Etapa 5a
3º - Etapas 1, 3 e 5b